# Pak Pong-ju
Pak Pong-ju (coreà: 박봉주; nascut el 24 d'octubre de 1939 a Hamgyong del Nord) és un polític i va ser Premier de Corea del Nord electe per l'Assemblea Suprema del Poble de la República Democràtica Popular de Corea des del 3 de setembre de 2003 fins a l'11 d'abril de 2007. Ocupa novament el càrrec de Premier des de l'1 d'abril de 2013.
El 1962 va ser gerent d'una fàbrica de menjar a la província de Pyongan del Nord. Es va convertir en membre alternatiu del Comitè Central del Partit dels Treballadors de Corea a l'octubre de 1980. Al maig de 1993 va ser nomenat subdirector del Departament d'Indústries de la Llum del Partit dels Treballadors i al març de 1994 va ser subdirector del Departament de Supervisió de Política Econòmica del partit. El juliol del mateix any, Pak va estar en el rang 188 dels 273 membres al comitè del funeral del líder Kim Il-sung, indicant que va estar en la perifèria de la jerarquia d'elit. No obstant això, al setembre de 1998 va ser nomenat al Ministeri de Química i Indústria en el govern del premier Hong Song-nam i el va reemplaçar el 2003.
L'11 d'abril de 2007, l'Agència Central de Notícies Coreana va informar que durant la 5a sessió de l'11a Assemblea Suprema del Poble de la República Democràtica de Corea, Pak va ser "rellevat. .. del govern" i Kim Yong-il va ser triat com a nou premier. No se l'havia vist en públic des del maig de 2006 i es creu que va ser destituït del càrrec per malversació d'oli que seria usat en el sector agrícola o perquè estava molt enfocat a desenvolupar polítiques econòmiques similars a la República Popular Xina, en comptes d'aplicar polítiques nacionals.